# Estany de Castieso
L'estany de Castieso és un llac d'origen glacial que es troba a 2.369 m d'altitud, a la capçalera de la vall Fosca, al Pallars Jussà, al nord-est del poble de Cabdella, en el terme municipal de la Torre de Cabdella.
La seva conca està formada per les Pales de Cubieso des del sud-oest al nord-est i per altres serres i muntanyes més baixes a la resta de costats.
Pertany al grup de vint-i-sis llacs d'origen glacial de la capçalera del Flamisell, interconnectats subterràniament i per superfície entre ells i amb l'Estany Gento com a regulador del sistema. Rep les aigües de la muntanya, de l'Estany Morto i d'un altre estanyet proper. De l'estany de Castieso, l'aigua va cap a l'Estany de Cubieso, mitjançant un petit conjunt d'estanys intermedis més petits.